# Portugiesisches Militärordinariat

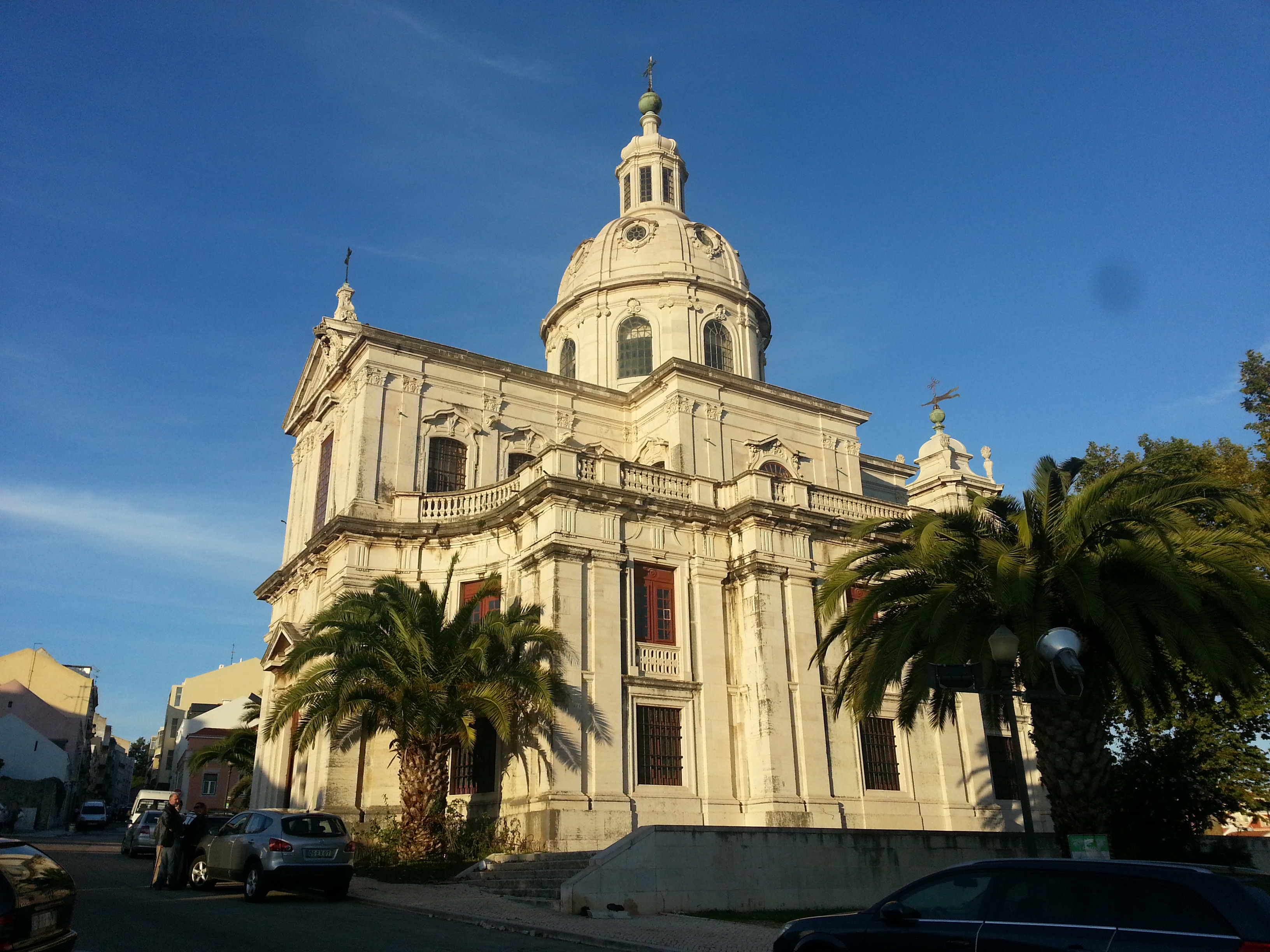
Militärkathedrale Igreja da Memória

Das portugiesische Militärordinariat (portugiesisch Ordinariato Castrense de Portugal und Diocese das Forças Armadas e de Segurança) ist das Militärordinariat in Portugal und zuständig für die portugiesischen Streitkräfte.

## Geschichte
Das portugiesische Militärordinariat betreut Angehörige der portugiesischen Streitkräfte katholischer Konfessionszugehörigkeit seelsorgerisch. Es wurde durch Papst Paul VI. am 29. Mai 1966 als Militärvikariat errichtet. Nach gegenseitigem Beschluss zwischen dem Heiligen Stuhl und der Republik Portugal befindet sich der Sitz des portugiesischen Militärordinariats in Lissabon. Es wurde am 21. Juli 1986 durch Papst Johannes Paul II. mit der Apostolischen Konstitution Spirituali militum curae zur Diözese erhoben.

## Militärbischöfe
| Nr. | Name                                | Amt                    | von               | bis              |
| --- | ----------------------------------- | ---------------------- | ----------------- | ---------------- |
| 1   | Manuel Kardinal Gonçalves Cerejeira | Patriarch von Lissabon | 1966              | 1972             |
| 2   | António Kardinal Ribeiro            | Patriarch von Lissabon | 24. Januar 1972   | 24. März 1998    |
| 3   | Januário Torgal Mendes Ferreira     |                        | 3. Mai 2001       | 10. Oktober 2013 |
| 4   | Manuel da Silva Rodrigues Linda     |                        | 10. Oktober 2013  | 15. März 2018    |
| 5   | Rui Manuel Sousa Valério SMM        |                        | 27. Oktober 2018  | 10. August 2023  |
| 6   | Sérgio Manuel Ribeiro Dinis         |                        | 22. November 2024 |                  |